# Baryceros lascivus
Baryceros lascivus là một loài tò vò trong họ Ichneumonidae.